# Anger (Schippenbeil)
Anger war der Name eines Ortes in Ostpreußen, der 1929 in die Stadt Schippenbeil eingemeindet wurde. Sein Gebiet gehört heute zum Dorf Długa (deutsch Langendorf) der Stadt-und-Land-Gemeinde Sępopol in der Woiwodschaft Ermland-Masuren in Polen.

## Geographische Lage
Die Ortsstelle von Anger liegt westlich der Łyna (Alle) an der Nordwestgrenze zur Stadt Sępopol (Schippenbeil), 300 Meter vom Stadtzentrum entfernt. Bis zur früheren und heute auf russischem Hoheitsgebiet gelegenen Kreisstadt sind es 18 Kilometer in nördlicher Richtung, und bis zur heutigen Kreismetropole Bartoszyce (Bartenstein) 13 Kilometer in westlicher Richtung.

## Geschichte
Um 1468 wurde der kleine Ort Anger gegründet. Mit Errichtung des Amtsbezirks Langendorf (polnisch Długa) im ostpreußischen Kreis Friedland (1927 bis 1945 „Kreis Bartenstein“) wurde die Landgemeinde Anger Teil desselben. 23 Einwohner zählte Anger im Jahre 1910.
Am 1. Januar 1929 verlor Anger seine Eigenständigkeit und wurde in die Stadtgemeinde Schippenbeil eingegliedert.
Im Jahre 1945 wurde in Kriegsfolge das gesamte südliche Ostpreußen an Polen abgetreten. In diesem Zusammenhang verlor das Dorf Anger an Bedeutung. Es erhielt keine polnische Namensform, wurde auch nicht offiziell mehr genannt. Heute gilt es als in der Ortschaft (Langendorf) aufgegangen und damit als untergegangener Ort in der Gmina Sępopol im Powiat Bartoszycki der Woiwodschaft Ermland-Masuren.

## Religion
Bis 1945 war Anger in die evangelische Stadtkirche Schippenbeil in der Kirchenprovinz Ostpreußen der Kirche der Altpreußischen Union, außerdem in die römisch-katholische St.-Bruno-Kirche Bartenstein im damaligen Bistum Ermland eingepfarrt.

## Verkehr
Die Ortsstelle Angers in Długa ist vom Stadtzentrum Sępopol aus über die ulica Stanisława Moniuszki in Richtung Boryty (Boritten) und Szczurkowo (Schönbruch) zu erreichen. Zwischen 1907 und 1990 war Schippenbeil resp. Sępopol die nächste Bahnstation als Endpunkt der Kleinbahn Wöterkeim–Schippenbeil (polnisch Wiatrowiec–Sępopol).